# پروفایل یک قاتل زنجیره‌ای
پروفایل یک قاتل زنجیره‌ای (به انگلیسی: Profile of a Serial Killer) یک فیلم معمایی ،جنایی با بازی ربکا گیبنی، هیو جکمن و با کارگردانی استیو جادرل است که در سال ۲۰۰۴ بر روی دی وی دی انتشار یافت.